# San Valentino in Abruzzo Citeriore
San Valentino in Abruzzo Citeriore là một đô thị thuộc tỉnh Pescara trong vùng Abruzzo của Ý. Ý. Đô thị này có diện tích 16 km², dân số thời điểm 31 tháng 12 năm 2006 là 1005 người. Các làng trực thuộc: Cerrone, Olivuccia, San Giovanni, Solcano, Trovigliano.
Các đô thị giáp ranh gồm:
Abbateggio, Bolognano, Caramanico Terme, Scafa.